# 上祖父江村
上祖父江村（かみそぶえむら）は、愛知県中島郡にかつてあった村である。
現在の一宮市西部（旧・尾西市南部）に該当する。木曽川東岸に位置し、岐阜県と接していた。

## 歴史
- 1887年（明治20年）7月 - 西中野村の一部が岐阜県中島郡に編入される。
- 1889年（明治22年）10月1日 - 上祖父江村と西中野村が合併し、上祖父江村が発足。
- 1906年（明治39年）5月10日 - 玉野村、祐賀村、明地村と大徳村の一部[1]が合併し、朝日村発足。同日上祖父江村は廃止。

## 出身有名人
- 花子 明治〜昭和初期の女優